# Parallax (personaggio)
Parallax è un personaggio immaginario dei fumetti creato da Ron Marz (testi) e Darryl Banks (disegni) e facente parte dell'universo DC; compare in varie serie a fumetti pubblicate negli Stati Uniti d'America dalla DC Comics esordendo in Green Lantern (vol. 3) n. 50 (marzo 1994).

## Biografia del personaggio
Parallax è un potentissimo parassita alieno di color giallo; venne rinchiuso millenni fa all'interno della batteria centrale del pianeta Oa dai Guardiani dell'Universo perché non esisteva il modo di distruggerlo. Fu a causa della sua presenza che l'anello del potere delle Lanterne Verdi divenne inutilizzabile verso gli oggetti di colore giallo.
Con questo pseudonimo venne chiamato Hal Jordan dopo aver distrutto l'intero corpo delle Lanterne Verdi e aver causato la quasi estinzione dei Guardiani; a causa della distruzione della sua città natale, Coast City, da parte dell'alieno Mongul, infatti, Jordan, un tempo la più valorosa delle Lanterne Verdi, impazzì e si ribellò ai Guardiani, massacrando l'intero Corpo delle Lanterne Verdi, dopo di che entrò nella batteria centrale di Oa fonte del potere degli anelli delle Lanterne Verdi, assorbendone l'immenso potere e uscendone profondamente cambiato.
Sua sarà la causa della crisi nell'universo DC Comics chiamata Ora zero, e suo sarà il merito della sopravvivenza della Terra e di miliardi di persone nella crisi chiamata L'ultima notte: Jordan/Parallax, infatti, si sacrificò per rigenerare il sole, impedendone lo spegnimento.
Poco prima di questo atto eroico, Hal usò l'infinito potere di Parallax per resuscitare Oliver Queen, morto tempo prima a bordo di un aereo esploso nei cieli di Metropolis.
Recentemente però Kyle Rayner è venuto a conoscenza della vera natura di Parallax, ovvero quella di un parassita che si nutre della paura di tutti gli esseri viventi. Il temibile Sinestro, rinchiuso anch'esso all'interno della batteria centrale, venne a contatto con l'alieno, ed elaborò un piano allo scopo di vendicarsi di Jordan, dei Guardiani e dell'intero corpo.
Convinse infatti Parallax ad impossessarsi, col il passare del tempo, della mente di Hal Jordan (resa fragile dopo la distruzione di Coast City) ed infine, quando lo stesso Jordan entrò nella batteria centrale dopo aver massacrato le Lanterne, anche del suo corpo.
Dopo questa scoperta, lo Spettro lo liberò dall'influenza di Parallax, e Hal Jordan tornò poi in vita con l'aiuto di Kyle Rayner, Guy Gardner, Kilowog e John Stewart, sconfiggendo il parassita alieno.
Parallax poi si unì al Sinestro Corps, impossessandosi del corpo di Kyle Rayner, ma venne nuovamente sconfitto da Hal Jordan; al termine dello scontro con le truppe di Sinestro, l'essenza del parassita viene frazionata e rinchiusa nelle quattro batterie delle Lanterne terrestri (Jordan, Rayner, Stewart e Gardner), in modo che nessuno possa più liberarlo.
La prigionia di Parallax, tuttavia, non durerà quanto sperato: nel corso della saga La notte più profonda, i leader dei Sette Corpi si troveranno ad affrontare, durante la battaglia di Coast City, lo Spettro in forma di Lanterna Nera; nonostante i loro sforzi congiunti, questi è decisamente troppo potente per essere sconfitto. Quando la situazione sembra farsi disperata, Jordan ricorda che, al momento della scissione del suo spirito da quello dello Spettro (avvenuta in Green Lantern Rebirth), quest'ultimo, trovatosi al cospetto di Parallax, mostrò di temerlo; decide dunque di unirsi nuovamente all'Entità della Paura, nonostante sia Sinestro che Carol Ferris cerchino di dissuaderlo. L'unione tra i due si rivela in ogni caso vincente, consentendo la sconfitta dello Spettro nella forma di Lanterna Nera, ripristinandone la forma originale. Dopo essersi separato da Jordan, Parallax verrà tuttavia prelevato da un essere sconosciuto (che poi si scoprirà essere Krona) e imprigionato in un luogo ignoto sul pianeta Ryut (terra d'origine di Atrocitus) al cospetto del Libro Nero di Oa.

## Altri media

### Cinema
- Parallax è l'antagonista principale del film Lanterna Verde (2011), doppiato dall'attore Clancy Brown.
- Parallax appare nuovamente come antagonista principale nel film d'animazione Lanterna Verde - Attenti al mio potere.